# Raven Saunders
Raven Saunders (ur. 15 maja 1996 w Charleston) – amerykańska lekkoatletka specjalizująca się w pchnięciu kulą.

## Kariera
Srebrna medalistka mistrzostw świata do lat 20 z Eugene (2014). Rok później sięgnęła po złoty medal mistrzostw panamerykańskich juniorów. W 2016 zadebiutowała podczas igrzysk olimpijskich w Rio de Janeiro, gdzie zajęła piąte miejsce w finale konkursu kulomiotek. Na igrzyskach olimpijskich w Tokio zdobyła srebrny medal. W 2022 została ukarana na 18 miesięcy za trzykrotne opuszczenie testów antydopingowych.
Medalistka mistrzostw Stanów Zjednoczonych oraz mistrzyni NCAA i NACAC.
Rekordy życiowe: stadion – 19,96 (24 czerwca 2021, Eugene); hala – 19,57 (21 lutego 2021, Fayetteville).

## Osiągnięcia
| Rok  | Impreza                              | Miejsce        | Lokata      | Wynik |
| ---- | ------------------------------------ | -------------- | ----------- | ----- |
| 2014 | Mistrzostwa świata juniorów          | Eugene         | 2. miejsce  | 16,63 |
| 2015 | Mistrzostwa panamerykańskie juniorów | Edmonton       | 1. miejsce  | 18,27 |
| 2016 | Młodzieżowe mistrzostwa NACAC        | San Salvador   | 1. miejsce  | 18,49 |
| 2016 | Igrzyska olimpijskie                 | Rio de Janeiro | 5. miejsce  | 19,35 |
| 2017 | Mistrzostwa świata                   | Londyn         | 10. miejsce | 17,86 |
| 2018 | Puchar interkontynentalny            | Ostrawa        | 2. miejsce  | 19,74 |
| 2021 | Igrzyska olimpijskie                 | Tokio          | 2. miejsce  | 19,79 |
| 2024 | Igrzyska olimpijskie                 | Paryż          | 11. miejsce | 17,79 |

## Życie prywatne
Jest lesbijką. Otwarcie mówi o swoich zmaganiach z depresją.